# Brok (gemeente)
De gemeente Brok is een stad- en landgemeente in het Poolse woiwodschap Mazovië, in powiat Ostrowski (Mazovië).
De zetel van de gemeente is in Brok.
Op 30 juni 2004 telde de gemeente 2869 inwoners.

## Oppervlakte gegevens
In 2002 bedroeg de totale oppervlakte van gemeente Brok 110,21 km², waarvan:
- agrarisch gebied: 20%
- bossen: 71%

De gemeente beslaat 9% van de totale oppervlakte van de powiat.

## Demografie
Stand op 30 juni 2004:
| Omschrijving                   | Totaal | Totaal | Vrouwen | Vrouwen | Mannen | Mannen |
| ------------------------------ | ------ | ------ | ------- | ------- | ------ | ------ |
| eenheid                        | aantal | %      | aantal  | %       | aantal | %      |
| inwoners                       | 2869   | 100    | 1431    | 49,9    | 1438   | 50,1   |
| bevolkingsdichtheid (inw./km²) | 26     | 26     | 13      | 13      | 13     | 13     |

In 2002 bedroeg het gemiddelde inkomen per inwoner 1266,91 zł.

## Administratieve plaatsen (sołectwo)
Bojany, Laskowizna-Puzdrowizna, Nowe Kaczkowo, Stare Kaczkowo.

## Aangrenzende gemeenten
Brańszczyk, Małkinia Górna, Ostrów Mazowiecka, Sadowne